# Zselicszentpál
Zselicszentpál község Somogy vármegyében, a Kaposvári járásban.

## Fekvése
A megyeszékhely Kaposvár déli szomszédságában fekszik, a város központjától mintegy 7 kilométerre.
További, közvetlenül határos települések még: délkelet felől Simonfa, dél felől Bőszénfa, nyugat felől pedig Zselickislak.

### Megközelítése
Csak közúton érhető el, a 67-es főúton, amely a belterületének nyugati széle mellett halad el. A 67-esről két helyen is le lehet térni a község belsőbb részei irányába, de oda a főút felől már csak önkormányzati utak vezetnek. Zselicszentpáli területen (a községtől északra) ágazik ki a 67-esből az a (66 147-es számot viselő) mellékút is, amely Zselickislakra vezet.
Vasútja az egész zselici környéknek nincs, a legközelebbi vasúti csatlakozási lehetőséget a több vasútvonal által is érintett Kaposvár vasútállomás kínálja.

## Története
Zselicszentpál egykor a Gutkeled nemzetség birtoka volt. Neve már 1332-1337 között is szerepelt a pápai tizedjegyzékben, tehát ekkor már plebániája is volt. A 14. század végén Rupolújvári Tamásfi István és János voltak a birtokosai, de Zsigmond király hűtlenségük miatt elvette tőlük és 1403-ban Tamási Henrikfi erdélyi vajdának adományozta. Neve ekkor Szent-Pál-völgy alakban fordult elő. 1443-1446 között a kaposújvári vár tartozékai közé, 1660-ban pedig a szigligeti várhoz tartozott. 1715-ben Esterházy József birtoka volt, ekkor 11 háztartást írtak benne össze. 1726-tól pedig a herczeg Esterházy-féle hitbizományé lett. 
A 20. század elején Somogy vármegye Kaposvári járásához tartozott.
1910-ben 567 lakosából 542 magyar volt. Ebből 566 római katolikus volt.

## Közélete

### Polgármesterei
- 1990–1992: Szabó Csaba (független)[3]
- 1992–1994: …
- 1994–1998: Szabó József (független)[4]
- 1998–2002: Szabó József (független)[5]
- 2002–2006: Szabó József (független)[6]
- 2006–2010: Szabó József (független)[7]
- 2010–2014: Szabó József (független)[8]
- 2014–2019: Szabó József (független)[9]
- 2019–2024: Szabó József (független)[10]
- 2024– : Dr. Szabó Katalin (független)[1]

A településen 1992. október 25-én időközi polgármester-választást kellett tartani, az előző polgármester néhány hónappal korábbi lemondása miatt.

## Népesség
A település népességének változása:
| Lakosok száma | 404  | 412  | 407  | 398  | 395  | 419  | 429  |
|               | 2013 | 2014 | 2015 | 2021 | 2022 | 2023 | 2024 |

A 2011-es népszámlálás során a lakosok 91,8%-a magyarnak, 0,3% cigánynak, 0,3% horvátnak, 0,3% németnek mondta magát (8,2% nem nyilatkozott; a kettős identitások miatt a végösszeg nagyobb lehet 100%-nál). A vallási megoszlás a következő volt: római katolikus 67,3%, református 2,3%, felekezeten kívüli 8,7% (21,4% nem nyilatkozott).
2022-ben a lakosság 93,9%-a vallotta magát magyarnak, 0,5% németnek, 0,3% cigánynak, 3,5% egyéb, nem hazai nemzetiségűnek (6,1% nem nyilatkozott; a kettős identitások miatt a végösszeg nagyobb lehet 100%-nál). Vallásuk szerint 46,6% volt római katolikus, 3,5% református, 0,5% evangélikus, 1% egyéb keresztény, 0,3% egyéb katolikus, 13,7% felekezeten kívüli (34,4% nem válaszolt).